# Бойделл, Джон
Джон Бойделл (англ. John Boydell; 19 января 1719, Дорингтон — 12 декабря 1804, Лондон) — английский меценат, лорд-мэр Лондона, издатель эстампов, рисовальщик и гравёр.

## Биография
Бойделл родился в Доррингтоне, в округе Вур (Woore), графство Шропшир (Shropshire), в семье Джозайи и Мэри Бойделл (урожденной Милнс). Его отец был землемером, и ожидалось, что молодой Бойделл, старший из семи детей, пойдет по его стопам, получив образование в коммерческой школе Тэйлоров (Merchant Taylors' School), Однако, увидев однажды гравюры с видами Лондона, он решил учиться гравюрному мастерству.
Бойделл попал в ученики к лондонскому гравёру Уильяму Генри Томсу, затем поступил в Академию Сент-Мартинс-Лейн, чтобы научиться рисованию. Каждый день он работал около четырнадцати часов на Томса, а затем по вечерам посещал уроки рисования.
В 1746 году он открыл свой первый магазин в Лондоне, на Стрэнде, который специализировался на топографических гравюрах и видах городов. В 1746 году опубликовал свой первый альбом гравюр, но вскоре начал покупать работы других мастеров и стал не только художником, но и торговцем печатными изданиями. В Англии того времени было принято, чтобы успешный художник-гравёр, например, такой как Уильям Хогарт, имел свой собственный магазин либо передавал свои гравюры для продажи издателю. Приняв на себя двойную роль художника и продавца печатной продукции, Бойделл усовершенствовал эту традицию. Он не поддавался прихотям общественного вкуса: если его собственные гравюры не продавались, он мог пополнить свой заработок, продавая гравюры других художников.
Гравюры Джона Бойделла с видами Лондона стали популярны, некоторые были использованы в большом проекте керамиста Джозайи Веджвуда в качестве оригиналов для росписей «Сервиза с зелёной лягушкой» по заказу российской императрицы Екатерины II.
Бойделл приложил много усилий для признания и распространения в Британии французских гравюр и книжных иллюстраций к классическим изданиям. За просветительскую деятельность Джон Бойделл в 1760 году был избран членом Лондонского Королевского общества.

## Шекспировская галерея
Историческим достижением Бойделла стал его проект по созданию «Шекспировской галереи» (Shakespeare Gallery), начатый в 1786 году и которому было суждено занять большую часть последних двух десятилетий его жизни. Проект состоял из трёх частей: иллюстрированного издания пьес Уильяма Шекспира, создания публичной галереи картин, изображающих сцены из пьес выдающегося драматурга, и публикации гравюр на основе этих картин.
Свой вклад в этот проект внесли известные художники того времени, такие как сэр Джошуа Рейнольдс, Бенджамин Уэст, Джордж Ромни, Пол Сэндби, Генри Фузели, писатели, переводчики и многие другие. Сам Бойделл отвечал за «великолепие» томов на дорогой бумаге с золотым обрезом, Джордж Стивенс, известный редактор Шекспира, — за «правильность текста». Иллюстрации были напечатаны отдельно, и их можно было вставлять или удалять по желанию заказчика. Первые тома произведений Шекспира были опубликованы в 1791 году, последний том — в 1805 году. Издание финансировалось за счет кампании по подписке с оплатой аванса заказчиками, а оставшуюся сумму оплачивали при доставке. Такая практика была вызвана тем фактом, что в конечном итоге на предприятие было потрачено более 350 000 фунтов стерлингов — огромная по тем временам сумма.
Галерея была открыта 4 мая 1789 года в центре Лондона на улице Пэлл-Мэлл. Именно на этой улице в то время располагались главные клубы английских джентльменов, Королевская академия художеств и Национальная картинная галерея. Были выставлены тридцать четыре картины на сюжеты двадцати одной пьесы Шекспира. К концу её существования в галерее было до ста семидесяти картин. В залах первого этажа экспонировались гравюры, на втором этаже — живописные произведения. Экспозиция вызвала восхищение жителей Лондона, критики считали, что художникам удалось передать «шекспировский дух». Иное мнение выразил художник-карикатурист Джеймс Гилрей, которого не пригласили к проекту, отметивший, что «сам Шекспир был принесён в жертву алчности». Не ограничившись словами, он опубликовал карикатуры, на которых изображён Бойделл, приносящий произведения Шекспира в жертву «дьяволу денежных мешков».
Для создания гравюр Бойделл оборудовал специальную мастерскую. Всего за период с 1791 по 1804 год было выпущено сто два листа в двух форматах: большом (in folio) и малом (in quarto). Шекспировская галерея просуществовала до 1804 года, после чего была закрыта. Проект Джона Бойделла не был завершён, многие картины впоследствии были утрачены, однако сохранившиеся гравюры «Шекспировской галереи» дают представление о грандиозном замысле её создателя. Они переиздавались в последующее время. Президент Королевской академии художеств Джошуа Рейнольдс в письме 1821 года утверждал, что Бойделл «один сделал для развития искусства в Англии больше, чем вся знать вместе взятая!».

## Общественная деятельность. Последние годы
Бойделл был активным политиком, посвящал своё время и силы многим гражданским проектам: он дарил произведения искусства государственным учреждениям, способствовал созданию галерей, общедоступных музеев и баллотировался на государственные должности. В 1785 году он был избран шерифом Лондона, а в 1790 году лорд-мэром Лондона. Бойделл пользовался своим общественным положением, чтобы отстаивать государственное и частное покровительство искусству. Он жертвовал картины из своих собственных коллекций Лондонской корпорации, чтобы они экспонировались в Гилдхолле. Он надеялся, что его пожертвования могут побудить других к такой же щедрости.
В 1789 году разразилась французская революция, а четыре года спустя началась война между Великобританией и Францией. В течение следующего бурного десятилетия торговля с Европой становилась всё труднее. Поскольку торговые предприятия Бойделла зависели от внешней торговли, особенно с Францией, его средства к существованию были под угрозой. Когда из-за войны в 1793 году рынок торговли гравюрами был окончательно отрезан, Бойделл вынужден был продать «Шекспировскую галерею» посредством лотереи. Он умер 12 декабря 1804 года до розыгрыша лотереи, но после того, как все её 22 000 билетов были распроданы.
Джон Бойделл был похоронен 19 декабря 1804 года в церкви Святого Олафа в лондонском Сити (не сохранилась), на его похоронах присутствовали лорд-мэр, олдермены и несколько художников.